# Aplogompha obscura
Aplogompha obscura är en fjärilsart som beskrevs av W. Warren 1907. Aplogompha obscura ingår i släktet Aplogompha och familjen mätare. Inga underarter finns listade i Catalogue of Life.